# السواکریه
السواکریه یک منطقهٔ مسکونی در الجزایر است که در ناحیه مفتاح واقع شده‌است. السواکریه ۵ کیلومتر مربع مساحت دارد ۲۳۰ متر بالاتر از سطح دریا واقع شده‌است.